# Akın Kanat
Akın Kanat (* 1966 in Izmir/Türkei) ist ein Übersetzer zahlreicher deutschsprachiger Schriftwerke ins Türkische. 

## Leben
Akın Kanat wurde im Jahr seiner Geburt von seinen Eltern nach Deutschland mitgenommen, wo sie als Gastarbeiter Anstellung fanden. Hier wohnte die Familie bis 1983 in Paderborn und kehrte dann in die Türkei zurück. Kanat hatte einen Abschluss der Bonifatius-Hauptschule mit der Qualifikation B und setzte seinen Bildungsweg in der germanistischen Abteilung der Ägäischen Universität in Izmir fort, welche er 1989 absolvierte. Nach dem Militärdienst 1990 fand er Anstellung bei diversen Außenhandelsfirmen in der Türkei und wandte sich dann im Jahre 2000 seiner eigentlichen Leidenschaft zu: die deutsche Sprache. Akın Kanat arbeitet nun – im Auftrag namhafter Verlage des Landes – als Übersetzer deutscher Bücher. Seitdem ist er auch als freiberuflicher beeidigter Übersetzer tätig.

## Werke
Übersetzungen ins Türkische
- „Xanthippe und Sokrates. Ein Beitrag zu höherem historischem Klatsch“, Michael Weithmann
- „Die Mythen des alten Japan“, Nelly Naumann
- „Odyssee“, Manfred Wöhlcke
- „Pharao Cheops und der Magier. Altägyptische Märchen und Erzählungen“, Karlheinz Schüssler (ISBN 3-7175-2022-9 der Originalausgabe)
- „Erzählungen“, Gustav Schwab
- „Die Philosophen des 20. Jahrhunderts“, Margot Fleischer
- „Der philosophische Glaube“, Karl Jasper
- „Descartes und die Philosophie“, Karl Jaspers
- „Wahrheit und Wissenschaft. Vorspiel einer Philosophie der Freiheit“, Rudolf Steiner
- „Das Anti-Burnout Erfolgsprogramm“, Helmut Kolitzus
- „Totem und Tabu“, Sigmund Freud
- „Schriften über Liebe und Sexualität“, Sigmund Freud
- „Die Traumdeutung“, Sigmund Freud
- „Das rechte Maß oder die Kunst der Selbstbeschränkung“, Peter Uffelmann – Tobias von der Recke
- „Die 16 Lebensmotive. Was uns wirklich antreibt“, Helmut Fuchs – Andreas Huber
- „Gut ist besser als perfekt. Die Kunst, sich das Leben leichter zu machen“, Doris Märtin
- „Konsequenz. Eltern lernen, was Kinder brauchen“, Hermann Liebenow
- „Mit Kindern Geschichten erfinden“, Sylvia Görnert-Stuckmann
- „Linkshändige Kinder richtig fördern. Mit vielen praktischen Tipps“, Sylvia Weber
- „Hochbegabte erkennen und begleiten“, Monika Jost
- „Lernschwächen früh erkennen in Vorschul- und Grundschulalter“, Karlheinz Barth
- „Einführung in die Erlebnispädagogik“, Bernd Heckmair – Werner Michl
- „Der Führerstaat. Nationalsozialistische Herrschaft bis 1945“, Norbert Frei
- „Die Luftgängerin“, Robert Schneider
- „Troja. Wie es wirklich aussah“, Birgit Brandau, Helmut Schickert, Peter Jablonka
- „Klarer Fall?!“, Jürg Obrist
- „Körperintelligenz“, Marianne Koch

Übersetzungen von englischen und französischen Titeln aus den deutschsprachigen Ausgaben
- „Die Kameliendame“, Alexandre Dumas
- „Rot und Schwarz“, Stendhal
- „Beyond the Chains of Illusion“, Erich Fromm
- „Jungen. Wie sie glücklich heranwachsen“, Steve Biddulph

| Personendaten    | Personendaten         |
| ---------------- | --------------------- |
| NAME             | Kanat, Akın           |
| ALTERNATIVNAMEN  | Kanat, Akin           |
| KURZBESCHREIBUNG | türkischer Übersetzer |
| GEBURTSDATUM     | 1966                  |
| GEBURTSORT       | Izmir, Türkei         |